# Supercard of Honor VI
Supercard of Honor VII est un évènement de catch produit par la Ring of Honor (ROH), qui était disponible uniquement en ligne. Le show se déroula le 11 mai 2011 au Frontier Fieldhouse à Chicago Ridge, dans l'Illinois. C'était la 6e édition de Supercard of Honor de l'histoire de la ROH.

## Contexte
Les spectacles de la Ring of Honor en paiement à la séance sont constitués de matchs aux résultats prédéterminés par les scénaristes de la ROH. Ces rencontres sont justifiées par des storylines - une rivalité avec un catcheur, la plupart du temps - ou par des qualifications survenues au cours de shows précédant l'évènement. Tous les catcheurs possèdent un gimmick, c'est-à-dire qu'ils incarnent un personnage face (gentil) ou heel (méchant), qui évolue au fil des rencontres. Un pay-per-view comme Supercard of Honor est donc un événement tournant pour les différentes storylines en cours.

## Résultats
| #                                                                | Matchs,                                                                                                | Stipulation                                 | Durée |
| ---------------------------------------------------------------- | --- | ------------------------------------------- | ----- |
| 1                                                                | Homicide bat Michael Elgin                                                                             | Match simple                                | 9:27  |
| 2                                                                | Future Shock (Adam Cole & Kyle O'Reilly) battent Bravado Brothers (Harlem Bravado & Lance Bravado)     | Tag Team match                              | 9:45  |
| 3                                                                | Michael Bennett (avec Bob Evans) bat Steve Corino (avec Jimmy Jacobs)                                  | Match simple                                | 10:02 |
| 4                                                                | El Generico bat Chris Hero                                                                             | Match simple                                | 10:53 |
| 5                                                                | Davey Richards bat Charlie Haas                                                                        | Match simple                                | 18:50 |
| 6                                                                | Shelton Benjamin bat Claudio Castagnoli                                                                | Match simple                                | 17:21 |
| 7                                                                | Colt Cabana bat Christopher Daniels                                                                    | Match simple                                | 8:52  |
| 8                                                                | Briscoe Brothers (Jay Briscoe & Mark Briscoe) battent The All-Night Express (Kenny King & Rhett Titus) | Chicago Street Fight Tag Team match         | 19:29 |
| 9                                                                | Eddie Edwards (c) bat Roderick Strong                                                                  | Match simple pour le ROH World Championship | 23:39 |
| (c) désigne le(s) champion(s) défendant son titre dans le match. | |                                             |       |